# Monkton Farleigh
Monkton Farleigh est une paroisse civile et un village du Wiltshire, en Angleterre.